# 昭和金融恐慌

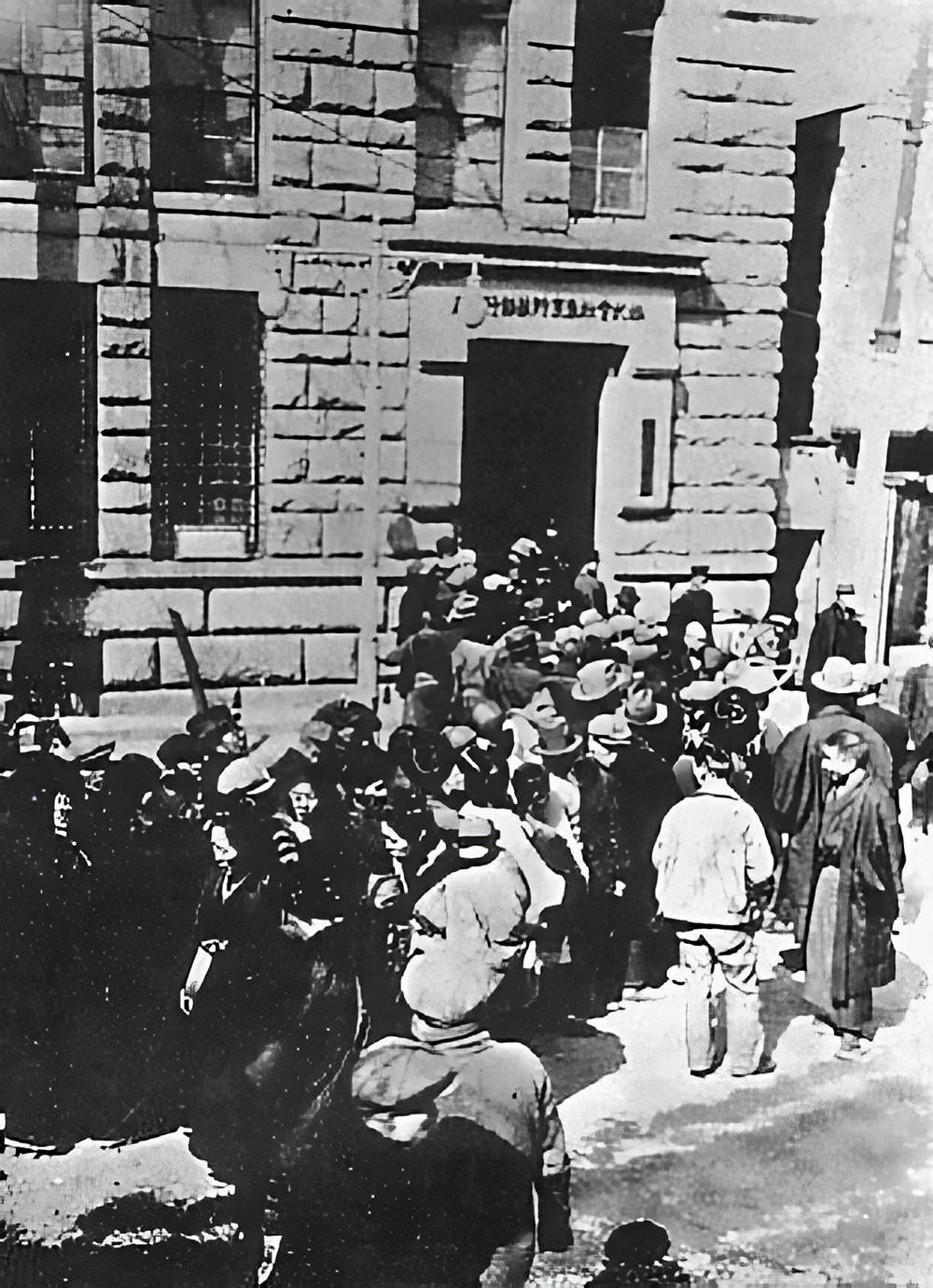
1927年（昭和2年）3月23日
当時の取り付け騒ぎ

昭和金融恐慌（しょうわきんゆうきょうこう）は、日本で1927年（昭和2年）3月から発生した経済恐慌である。単に金融恐慌（きんゆうきょうこう）ともいう。
「金融恐慌」は本来は抽象的に経済的現象を指す言葉だが、日本では特に断らない場合はこの1927年（昭和2年）の恐慌を指すことも多い。
1930年（昭和5年）からの昭和恐慌（しょうわきょうこう）とは異なる。

## 概要
日本経済は第一次世界大戦時の好況（大戦景気）から一転して1920年に戦後不況に陥って企業や銀行は不良債権を抱えた。また、1923年に発生した関東大震災による経済混乱に対応するための震災手形が膨大な不良債権と化していた。折からの不況を受けて中小の銀行は経営状態が悪化し、社会全般に金融不安が生じていた。1927年3月14日の衆議院予算委員会の中での片岡直温蔵相（第1次若槻内閣）が「東京渡辺銀行がとうとう破綻を致しました」と失言したことをきっかけとして金融不安が表面化し、中小銀行を中心として取り付け騒ぎが発生した。一旦は収束するものの4月に鈴木商店が倒産し、その煽りを受けた台湾銀行が休業に追い込まれたことから金融不安が再燃した。これに対して高橋是清蔵相（田中義一内閣）は片面印刷の200円券を臨時に大量に増刷して現金の供給に手を尽くし、銀行もこれを店頭に積み上げるなどして不安の解消に努め、金融不安は収まった。

## 背景
昭和金融恐慌の原因としては、未熟な金融システムと、経済的危機に正しく対処し得なかった未熟な政策が挙げられる。

### 遠因
金融システムの整備が完全ではなかったことから発生した不良債権の処理が適切になされず、金融不安を起こすに至った。大正期からこれらシステムの不備は認識されていたが、充分な手当てがなされる前に恐慌が発生した。

#### 銀行
明治維新期に西洋の経済をモデルとして多くの銀行が設立されたが、その中には、俸禄改革における金融公債（秩禄公債・金禄公債）を資本金として設立されたものが多くあった。設立の意図が資金需要に応える経済的理由によらず公債の資金化を動機とした、いわばなりゆきであったために金融の事情に不案内な者が銀行経営に当たることも多かったと指摘されている。また、資本金が実際に払い込まれていないものも多かったという。
日露戦争後には経済が発達し、これに応じるために銀行の設立が推奨された。1890年（明治23年）に改正された銀行条例では、銀行業は一般の私企業とみなされ資本金額の制限が撤廃され、規制や制限もゆるいものであった。この時期、資産家が銀行を設立することや、資金に余裕のある私企業が銀行業を兼業することも行われた。また、特定の企業への融資額を制限する規制条項も撤廃され、融資先が偏る情況を許した。
特定企業と結びつきの強い銀行を指して俗に機関銀行という。資産家が豊富な資金を元手に設立したり、私企業の兼業で設立した銀行で、集めた預金を特定企業の業務遂行に充てる。資金を特定の企業に集中して融資することから、その企業の業績が悪化した場合には直接銀行経営が悪影響をこうむる。また、貸出先企業の不透明な経理の影響を蒙って経営が悪化することもしばしばあった。
また、欧州の銀行が両替商に始まり産業の発展に伴う金融機能の要求に応えて銀行業が発達していったのに対し、日本では海外の金融システムをモデルとして先に多くの銀行が設立されたところから、当初は金融の需要が少なく銀行自身が事業を興して需要を作り出す傾向にあった。これも特定の企業へ貸し出しが偏る要因となった。

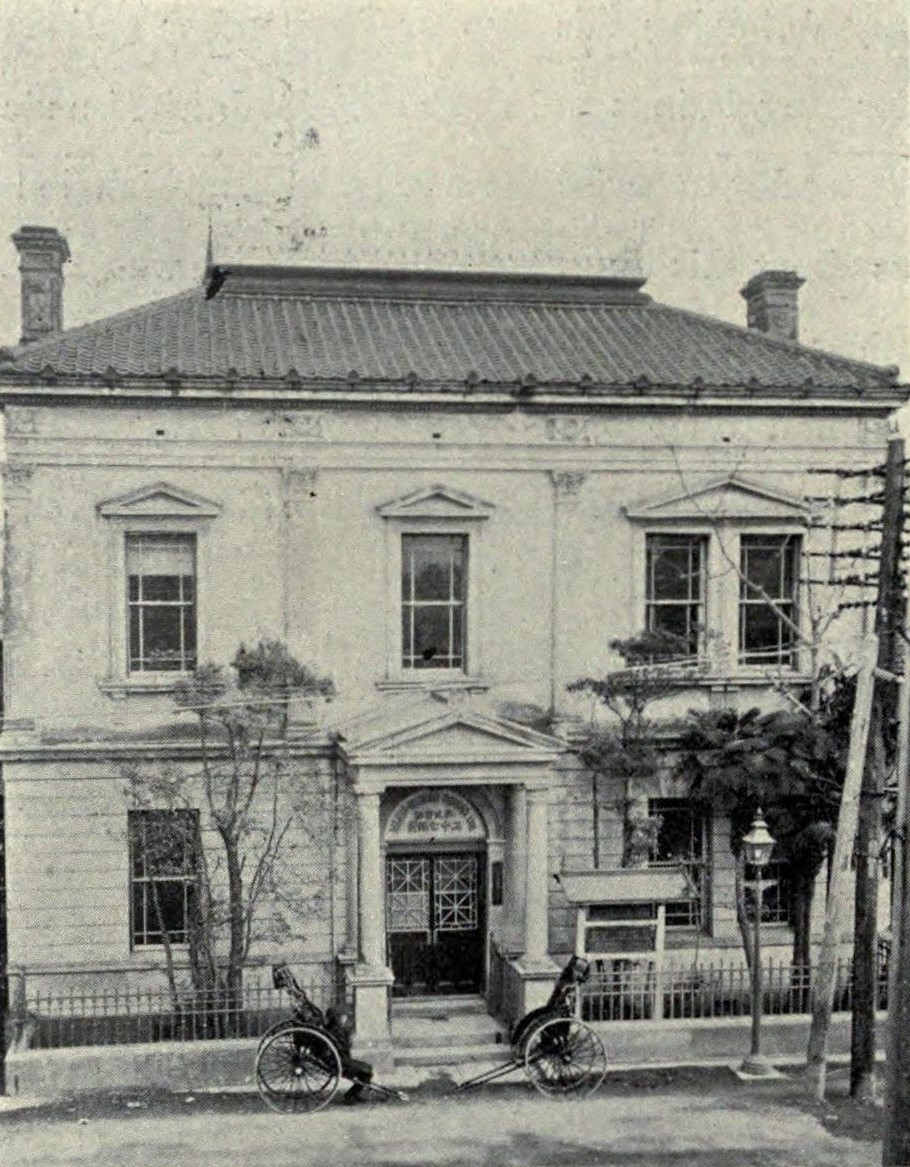
二十七銀行

東京渡辺銀行
1877年（明治10年）10月に資本金30万円をもって第二十七国立銀行として設立され、1897年（明治30年）7月に資本金100万円（うち21万円払込済）に増資して株式会社二十七銀行とし、1920年（大正９年）2月に景気の熱も冷めやらぬ頃に資本金を500万円（うち200万円払込済）に増資して東京渡辺銀行と改称した。なお、横浜にも渡辺一族の経営する渡辺銀行があったことから、「東京渡辺」銀行と称して区別した。経営者一族の関連企業に多額の貸付を行い機関銀行としての性格が強かったが、これらの融資が戦後不況で焦げ付き関東大震災後に経営が悪化した。そして前述の蔵相の失言で休業した。
台湾銀行
1895年の台湾統治後に大日本帝国政府の国策で設立され、紙幣発行権を持つ特殊銀行であった。台湾における産業の育成に資するところから始まったが、樟脳の取引を介して鈴木商店と関係を深めた。この頃情勢が悪化した中国大陸への融資を縮小し新たな融資先を開拓していたところでもあり、鈴木商店への融資を足がかりとして内地（日本本土）にも経営を広げた。同時に融資額が膨らみ、機関銀行としての性格も強めた。しかし、戦後不況で鈴木商店の経営が悪化すると多額の融資が焦げ付き、追い貸しを行うようになった。その後、金子直吉を鈴木商店の経営から排除し、融資を縮小するべく画策したが失敗に終わっている。
なお、台湾銀行はしばしば経営危機に瀕し都度日銀の特融や大蔵省預金部からの融資を仰いでいた。1920年代に入ると借入金への依存度が増し、特融・預金部の融資に加え、コール市場の融通金にも大きく依拠するようになっていた。

#### 産業構造
殖産興業策の下に産業振興が大いに勧められたが、大正期に至っても日本経済はその多くを生糸などの軽工業に負った。製鉄や造船などの重工業も勃興しつつあり、第一次世界大戦中には英国をはじめ欧州先進国の産業が衰えたのを代替するまでに至ったが製品の質では未だに一歩譲り、欧州諸国が戦後に産業を回復するとアジアに獲得した市場を奪回された。これは戦後の大反動（1920年）の一因となる。
1874年に開業した鈴木商店は1899年に台湾の樟脳の販売権を獲得し、この際に後藤新平と関係を深め政界にも接近した。第一次世界大戦期には海外電報を駆使して収集した情報から戦争の長期化を予測し、これに備えて企業買収や投機を行い多大な利益を上げた。鈴木商店関連の金融機関として第六十五銀行があったが成長する鈴木商店を支えるだけの規模はなく、拡大する資金需要は台湾銀行からの短期的な融資を中心として賄った。株式による資金獲得では株主の意向を排除できないことを嫌った金子直吉の方針と言われるが、これが経営危機において即座に資金難に陥った一因であるといわれる。
また金子直吉の性分として、経営拡大には手腕を発揮したが不採算な事業を畳むことはできなかったといわれる。一方で、経営拡大は日本の産業発展を願う金子の意図に出たものとも言われる。

### 近因
大正期に入ってから続く不況に喘ぐ日本は第一次世界大戦が始まると一転して船舶需要をはじめとする戦争特需に湧いて終戦後もその熱気は続き、念願だった八八艦隊の整備にも乗り出して造船業界は活況を呈した。だが1920年になると戦後不況が襲い、活況を呈していた造船業界も軍縮の煽りをうけて受注を減らし日本経済全般が苦境に陥った。1923年に関東大震災が発生し、経済的混乱を防ぐべく震災手形の救済策がとられたが、ここに戦後不況で生じた不良債権が大量に紛れ込み、その根本的解消が行われず金融不安をあおっていた。
交易の面では大戦中の1917年に金本位制を一旦停止し、大戦後に復帰の機会を窺がったが、戦後不況と関東大震災からくる日本経済の混乱の中で金解禁は先延ばしとなり、金の裏づけのない円が投機対象とされたことから、円為替は乱高下した。経済的にも交易の面からも円の安定が求められ、早急な金解禁を目指したが、それに先立って日本経済に燻る震災手形をはじめとする不良債権を根本的に解消することが急務となった。また、戦後に経済環境が変化した中で戦前の平価を維持するために緊縮財政がとられ、これも日本経済の不況に輪をかけた。
政界では大正中期より協力体制にあった護憲三派が解体し、交易を重視し金解禁に積極的な憲政会と、北伐から中国東北部の権益を守ための戦費を調達する上で借款を行う都合から金解禁には消極的な立憲政友会の対立、政党と財閥と軍部の関係を背景にした対立、政友本党との連携を巡る政治的混乱が深化した。

#### 第一次世界大戦
1914〜1918年に戦われた第一次世界大戦において主戦場となった欧州より隔絶した日本の参戦は限定的であり、直接の被害を免れた。一方で当時世界の生産の中心であった欧州が戦場となったことから生産や輸出が落ち込み、戦域外の各国が世界の需要を担うこととなり、工業力をつけつつあった日本は余裕を喪った欧州列強に代わって世界の需要に応えてアジアやアフリカの市場を席巻した。併せて戦争に供する物資・兵器の需要が高まり、日本からは船舶の供給、海運業務を中心とする物資・サービスが提供された。この影響でいわゆる「船成金」が生まれるなど日本経済は好況を呈した。このとき、明治以来債務国であったものが債権国に転じ、正貨が大いに蓄積された。
戦争が終結し、戦争特需が終わると反動で不況になることが危惧された。日本においては日清戦争や日露戦争の後の反動不況の経験もあり十分警戒されたことから重篤な不況に陥らず、およそ戦後半年で反動不況から脱した。また、欧州では戦後の復興のための需要がおこり、これに向けて輸出が行われたし、やはり戦禍を直接受けなかった米国の景気は好調で、これも相まって景気は拡大し（戦後ブーム）起業・生産にむけての投資も盛んに行われ、大戦中の好況で資金を蓄えた銀行も積極的に貸し出しを行ってこれを支え、株価・地価も上昇した。だが、その内容はやがて投機へと変質していった。
1920年に入ると経済に変調を来たし3月15日に東京の株式市場が暴落を見せ、4月には大阪の増田ビル・ブローカー銀行が破綻し、経済的混乱から株式市場・商品市場が暫時閉鎖に追い込まれる事態となった。欧州での生産が回復するとアジアやアフリカの市場を喪って日本の輸出も落ち込み、また7月には米国の景気が後退期に入ったことが明らかとなり、好況を前提に事業を拡大していた企業は一転して不良債権を抱えた（1920年の大反動）。拡大路線をとっていた鈴木商店も多大な不良債権を抱えた企業の一つである。
振り返ればこの不況は重篤であったが、当時は景気循環の中のありふれたリセッションであると見誤り不良債権を解消する根本的な対策を怠ったのが政策上の失敗と考えられている。

#### 軍縮
帝国海軍はかねてより主力艦の増強と更新を図るいわゆる八八艦隊計画を推進しており、大戦中に最初の段階である八四艦隊案の下で主力艦長門・陸奥・加賀・土佐・天城・赤城や空母翔鶴をはじめとする艦艇の建造を開始していた。戦後も続く好景気もあって1920年に「国防所要兵力第一次改訂」の予算が成立し、八八艦隊の実現に向けて追加の戦艦、巡洋戦艦を中心とする大規模な艦艇建造に着手した。鈴木商店も需要の細った民間船舶から建艦需要拡大が見込まれる軍相手の取引へ経営の軸足を移していたが、直後に大反動に見舞われた。やはり景気の後退した米国でも不況の中で拡大する軍事予算と他国、中でも日本の軍拡を問題視して米国大統領ウォレン・ハーディングが軍縮会議を提唱し、復興の負担にあえぐ欧州諸国等も参加して1921年よりワシントン会議が開催された。ここで軍艦の保有・新造を制限する軍縮条約が結ばれ、その取り決めに沿って帝国海軍の正面装備が削減されることとなり、特に造船分野では新造の需要が激減した。これに対し政府からは造船企業に対して一定の補償金が支払われたが、海軍が最も多額の取引を行っていた鈴木商店は取引額を減じてダメージを被った。また、鈴木商店傘下の神戸製鋼や関係の深い川崎造船所も受注を減らして業績が悪化した。

#### 関東大震災
1923年に関東大震災が発生し、東京・神奈川で被災した企業が振り出していた手形については決済不能となることが危惧され、直ちにモラトリアム令が出され、続けて日銀が手形の再割引を行い（震災手形）、決済困難な手形に流動性を付与することで経済活動の停滞を防ぐべく対応を取った（日銀特融）。しかし、日銀に持ち込まれた多くの手形の中から震災手形としてスタンプを押すものを選別する場面において、真に震災の被害を受けて当座の支払いに困窮したものは同時に生産手段や担保となる資産も喪失していることが多くリスクが大きいとして敬遠された。一方で被災の程度が軽く安全な物件が優先されたほか、折からの不況や投機の失敗で不良債権となった手形は一応の担保が確保されていることから安全な物件とみなされ、これらを再割引の対象として受け入れることがあったと指摘されている。この過程で直接震災に関係ない手形が多数紛れ込むモラルハザードが発生し、戦後不況に起因する不良債権が根本的な解消を見ることなく残りつづけた。
また、震災からの復旧に際して海外からの物資輸入が増大し為替で円の下落を招くと共に在庫が滞留し、これが国内の生産を圧迫して不況に輪をかけた。
なお、震災手形による救済策の実施には、鈴木商店の金子の働きかけがあったという俗説もあり、日銀特融を台湾銀行の未決済手形の穴埋めに流用する意図であったと言われる。また、政府もこれを承知で流用を黙認していたとも言われる。
震災手形として再割引した手形の支払期限は1925年9月までの2年とされたが、その内容は前述のように比較的安全なものと、上辺は安全を装っているが実際には投機の失敗でもはや回収の見込みのない悪質なものとがあった。1924年3月の受付期限までに日銀が割り引いた手形は政府補償額である1億円を超える4億3千万円に達したものの、最初の数ヶ月は予想よりも早く決済が進んだ。しかし徐々に決済が滞るようになり、猶予期限が到来する頃には決済の進展がほとんど見られないまま投機で失敗した不良な物件を中心に2億円が未決で残り、やむなく支払期限1年延長を2回繰り返し1927年9月まで猶予したが、金融の不安定要因となり「財界の癌」と呼ばれた。

#### 金本位制と為替変動
19世紀半ばから金本位制による交易体制が確立しつつあり、日本も日清戦争の賠償等として得た金を準備金に充てて1897年に貨幣法を施行し、平価を金0.75g=1円(100円=49.875ドル)と定めて本格的金本位制を確立した。以後20年は平価・為替が維持された。
第一次大戦が始まると欧州各国は相次いで金本位制を停止し、1917年の4月に参戦した米国が9月に金交換の一時停止を発表したのに追随して日本も事実上金交換を停止し、戦後に金本位制へ復帰（金解禁）する機会を窺った。しかし、戦後の大反動の経済混乱の中でその機会を見出せず、関東大震災の後の輸入超過を受けて、それまで概ね平価（100円=49.875ドル）を維持していたものが1924年暮れには40ドルを割り込むまでになった。政府は財界の整理（国際汽船・朝鮮銀行・台湾銀行の整理）を行い、経済状況を改善することで自然に為替が平価に戻るように企図したが、これを先読みした投機筋の取引により1925年暮れには49ドル近辺まで急騰し、以後乱高下した。
戦後発足した国際連盟の常任理事国にもなり、五大国の一つに数えられるようになったとはいえまだ日本の経済は小規模であり、兌換を停止し金の裏付けのない通貨「円」は半ば金融商品として投機の対象とされた。このように為替が不安定で、投機筋の思惑で乱高下することは経済にとって好ましいものではなく、交易業や金融業を中心とする経済界から為替の安定のために金解禁を行うことが求められた。また、諸外国は戦後に続々と金本位制に復帰し、1922年4月から5月にかけて開かれたジェノア会議で戦後の貨幣経済についてなされた議論の中で日本に対しても金本位制への復帰が求められた。
一方で金解禁のためには1920年来の不良債権、そして震災手形を根本的に整理・解消することが前提となり、その処理が大きな課題としてつきつけられた。あるいは金解禁を強行すれば企業の経営体質も問われることとなり、不健全な企業は自然に淘汰され自ずと不良債権は解消するとの見方もあった(清算主義)。
なお、金本位制に復帰するにあたり、大戦後の経済状況に応じたレート（新平価）で復帰した国もあり、例えばフランスは通貨を1/5に切り下げ、ドイツ、イタリアも平価を変更した。日本でも関東大震災後の円下落の頃に一応の為替安定を見て経済状況に応じた新平価（100円=40ドル前後）で復帰すべきとの意見もあった。しかし、1919年にいち早く復帰した米国や、世界の金融の中心であった英国が1925年に復帰した際には、戦前の平価を維持しており、その中にあってようやく列強に名を連ねるに至った日本が円を切り下げるのは国力の低下をあらわにするものであり一等国としての国家の威信を損ない「国辱」であるという見方から、旧平価（同49.875ドル）での復帰を望む意見が大勢を占めた。また、平価は法律で規定されているところで、特に外交・交易を重視し金解禁に積極的な憲政会が十分な党勢のないままに法改正に臨めば議事の混乱を招く可能性があり変更は容易ではないとみなされていた。結局旧平価での復帰を志向して為替政策上も政策金利の調整や正貨現送の調整で為替を誘導したり、加藤高明内閣の濱口雄幸蔵相が緊縮財政をとるなど経済政策を経て間接的に誘導する政策がとられた。しかし、緊縮財政が採られ物価が下落し、また円高が維持されたことから輸出が奮わず、日本国内の景気は悪化した。

#### 政界
大正期中期には憲政会と立憲政友会の二大政党があり、のちに成立した革新倶楽部を加えて護憲三派と言われた。1922年に立憲政友会の高橋是清が計画した内閣改造の内容を巡って内部で分裂が生じ、政権獲得を優先する床次竹二郎らが1924年に成立した清浦内閣を支持して、立憲政友会を脱党して政友本党をうちたてた。このとき政友本党は最多数となって第一党となったが、超然内閣を支持したことから1924年の総選挙で敗北して議席を減らし、一方で立憲政友会は党勢を盛り返した。清浦内閣が倒れて護憲三派が加藤高明内閣を立てた後、憲政会と立憲政友会の対立、立憲政友会と革新倶楽部の合同によって護憲三派が解体されて1925年8月に憲政会単独内閣となると、立憲政友会と政友本党の間で和解の動きが現れ、特に1926年夏の朴烈事件を機にその傾向に拍車がかかった。同年末には後藤新平の斡旋で立憲政友会と政友本党の提携が成立した（政本提携）が、1927年2月に一転、立憲政友会の政権獲得阻止を図って憲政会と政友本党の提携（憲本提携）が秘密裏に成り、立憲政友会は孤立した。
憲政会には三菱出身の者が参加し、一方で立憲政友会は三井と縁が深く三井財閥の出身者も参加していた。この点から、特に立憲政友会が震災関連二法を攻撃することについて三井と競合する鈴木商店を実質的に救済する法律阻止を狙ったとする見方がある。また、震災手形の実態が鈴木商店絡みであると把握した財界関係者が与党憲政会を攻撃する材料として立憲政友会に情報を流したという俗説がある。
憲政会と立憲政友会は共に護憲派であり、その他の政党のものと比較すればその政策・主張は相似していた。第二次護憲運動で普通選挙を実現し、また清浦内閣を打倒するまでは一致して協力したが、その目的が達せられると大きな論点を失い、しかし政権獲得のためには自党の主張を盛り立てて支持を集めねばならず、僅かな差異を大きく取り上げ却って対立したといわれる。
また、当時は政党政治における憲政の常道として「内閣が失政によって倒れた時は、次に野党第一党が内閣を担当する」政権交代が慣習として行われていた。ここから、野党は与党の失政を衝き政権から追い落として、次の政権を獲得することを動機の一つとして与党を攻撃することも行われた。
そうした中で、両党の間の政策の差異があらわとなった。憲政会は穏健ないし協調外交政策を取り、経済的にも海外との交易を重視した。その基本となる金本位制への復帰（金解禁）を目指し、それを実現するために緊縮財政を志向した。一方の立憲政友会は積極外交政策を取り、中国東北部の権益を護るために軍事予算の増強を中心とした積極財政を志向した。また、軍事費調達のために借款を行う必要から金解禁には反対の立場を取った。
さらに、1925年、田中義一が陸軍から政界に転じ政友会総裁に迎えられ、田中に近い鈴木喜三郎や久原房之助なども入党したが、彼らは親軍派・国粋主義者に近く、護憲派に対する反感を抱いていた。総裁の権限が強い政友会において田中とその周辺が党の実権を握るようになると、党内の要職は徐々に護憲派から親軍派に取って代わられるようになっていった。

### 直前の状況
1924年6月に護憲三派連立内閣として加藤高明内閣が成立したが、護憲三派が解体して1925年8月に憲政会単独内閣となった（いわゆる第2次加藤内閣）。この内閣は金解禁を指向し、首相加藤高明の急逝をうけて翌1926年1月に成立した若槻内閣もその方針を引き継いだ。この時憲政会は少数与党であり、議会運営に困難が予想された事から現状打開の為に総選挙に打って出る事を求める意見が党内からあがり、若槻に大命を降下させるよう取り計らった西園寺もそれを期待した。だが若槻は選挙を渋り結局少数与党のままで議会運営に当たることとなった。
1926年の第51回帝国議会については政友本党の協力を得て乗り切ったが、その夏から秋にかけて朴烈事件、続けて松島遊郭疑獄の騒動が起きた。朴烈事件では予審中の男女被疑者が抱き合う写真が公開され世論が騒然となり、司法大臣江木翼が暴漢によって汚物を投げつけられる事件もおきた。司法当局の能力ひいては政府の統治能力に疑義を生じせしめることで若槻内閣転覆を図った北一輝らの陰謀によるといわれる。一方、松島遊郭事件では、遊郭の移転を巡って不動産業者から政治家に運動費が渡されたという疑惑が持ち上がり、若槻禮次郎が現職の総理大臣でありながら予備審問を受け、また偽証罪で告発されるなど、前代未聞の事態となった。これらは第52回帝国議会冒頭で野党が政府を攻撃する口実となった。
これに対し憲政会側も1926年3月から、田中が陸軍から立憲政友会に転じた際の持参金300万円の出所を追求し（陸軍機密費横領問題）、1926年10月にはこの問題を担当した検事が轢死体となって発見され、12月には後任の検事が不起訴を決定したが、なお追及の手を緩めなかった。
1925年9月に大蔵大臣となった片岡直温は早期金解禁論者であり、かねてより問題となっていた銀行法改正、不良債権の解消、そしてその多くを抱えた台湾銀行の整理を行って金解禁の条件を整えるべく意欲的に取り組んだ。具体的には1927年夏頃の金解禁を企図していたとのちに証言している。不良債権を根本的に処理する震災手形関係二法を帝国議会に上程するに際してあらかじめ野党立憲政友会の田中義一総裁と秘密裏に交渉し、協力をとりつけるなど注意を払っていた。ただし、田中は立憲政友会生え抜きではなく、また陸軍から政界に転じてまもなく党内の有力者をまとめきれなかった。
大蔵省は、銀行法の改正の準備を行っていた。また、経営の危うい銀行を整理統合すべく経営者に聴取を行っていた。東京渡辺銀行もその一つで原邦道事務次官らが聴取に当たり、また、併せて4行を合併させて新銀行に編成しなおすことが計画されていた。この過程で東京渡辺銀行の内情が悪い様も大蔵省は把握しており、1927年3月14日に同行専務らが登庁したことについて、予断を与えたとも言われる。
日本経済は1920年の大反動から続く慢性的な不況から抜け出せないでいた。巷間では1920年、1922年、1923年にも取り付け騒ぎが起きるなど金融不安が続いており、その中にあっても震災手形の絡んだ不良債権の存在が不安を煽っていた。
中国大陸では、1926年7月から蔣介石が率いる国民党による北伐が行われ、日本が権益を持っていた満州が脅かされつつあった。これに対し与党憲政会の若槻内閣は穏健政策を取り、目立った対応を取らなかった。これは枢密院の反感を買い、のちに若槻内閣が勅令発布を諮った際に拒絶する原因の一つとなる。

## 第52回帝国議会
1926年12月24日に召集され、翌25日に大正天皇が崩御し、皇太子裕仁親王が践祚して昭和に改元した。
議会は26日に開会し、すぐに昭和2年（1927年）に年が改まったが、政界では朴烈事件ならびに松島遊郭疑獄を巡り混乱が続いていた。
一方、経済状況としては円高・物価下落の不況下にあり、また、1920年の大反動時に生じた不良債権が震災手形に姿を変えて、なおもくすぶり続けていた。同時に、震災手形が本来の機能を果たさず実は特定政商の救済・延命に用いられていると見る向きからは批判があり、それを許容してきた政府に対しても批判があった。ことに鈴木商店の放漫経営へ多く貸し付けたものが焦げ付いた台湾銀行が多くの震災手形を抱えているとの憶測がなされ非難の目が向けられ、他にも同様に震災手形を抱え込んだ銀行の経営状況が危ぶまれていた。
政府はこれらの震災手形の処理を急ぎ、早期の金解禁を実現する方針をとった。しかし、政府を批判する立憲政友会は朴烈事件ならびに松島遊郭疑獄の非を鳴らして若槻内閣弾劾上奏案を提出し対決姿勢を明らかにした。
若槻首相は立憲政友会総裁田中義一と政友本党総裁床次竹二郎を待合に招き、新帝践祚の折でもあり政争は避けるべきと説き、朴烈事件、松島遊郭事件、陸軍機密費横領問題を巡る論争をやめ、暗に閉会後の退陣を条件として今後の議会運営について協力を取り付けた（三党首会談）。
加えて、片岡が田中に直談判して協力を取り付けるなど条件を整えた上で、1月26日に、震災手形関係二法を議会に上程した。その内容は、来る9月30日が期限となる震災手形を全額処理するために国債を発行し、10年かけて償還するもので、当初は立憲政友会が合意に沿って内閣弾劾上奏案を撤回したうえで審議に応じたことから、法案は3月4日に衆議院で可決成立を見て貴族院に送付された。
だがその裏では、三党首会談で若槻が独断で政敵と妥協し、あまつさえ禅譲を約したことを快く思わない憲政会の有志が中心となって政権維持を図り、政友本党に接近して2月26日に提携がなった（憲本提携、または憲本連盟、憲本合同とも）。合同して事実上の新党となって次の組閣の大命を受けることを企図し、仮にそれがかなわないまでも政友本党が政権を取るように図り、立憲政友会へ政権が移ることを阻止するためであった。当然秘密を保つべきものであったが、憲政会幹部の不注意からこの提携の存在が露呈した。

## 三月の恐慌
3月始めに憲本提携が暴露され、その目的が政権維持にあるとわかると、立憲政友会は態度を硬化させた。田中は人を介して片岡に以後の協力が出来ない旨を伝え、既に内閣弾劾上奏案を取り下げており、改めて提出することができないことから、それ以後立憲政友会は震災手形関係二法を政争の具として攻撃にまわった。この時、具体的に震災手形の内情を把握し、その情報を流して攻撃材料を提供したのは財界であるといわれる。
憲政会は当初震災手形関係二法の目的をあくまでも金融の安全を図るためと説明したが、立憲政友会はかねてから震災手形に関わる日銀特融が実質的には特定の政商の救済策として用いられているという疑惑を指摘し、これを「政財の癒着」と攻撃して不良債権の具体的内容と金額を示すことを要求した。そして、本法案の目的の実際が鈴木商店への多額の貸し出しを焦げ付かせた台湾銀行の救済にあり、ひいては鈴木商店を援助することにある旨を明らかにするように迫った。
早期の法案成立を目指す与党憲政会は震災手形の内情について少しずつ明らかにし、のちには貴族院において秘密懇談会を開いて具体的な内容と法案の真意を野党側に伝えて法案成立への協力を求めたが、この内情が報道機関に伝わり国民の知るところとなった。かねてから震災手形の内容について台湾銀行が多くの震災手形を持つこと、そして台湾銀行と鈴木商店の癒着ぶりが巷間でも噂されていたが、これが真実と分かり、かつ具体的な不良手形の額として震災手形2億円強のうち台湾銀行が約1億円で、その7割を鈴木商店関連のものが占めていることが明らかとなり経済的危機が一層の真実味をもって受け取られ、円高による景気低迷と相まって不安は一層増した。

### 片岡蔵相の失言
3月14日、衆議院予算委員会にて審議の始まる直前、当日の決済のための資金繰りに困り果てた東京渡辺銀行の渡辺六郎専務らが午後1時半頃に大蔵次官の田昌（でん あきら）に陳情し、「何らかの救済の手当てがなされなければ本日にも休業を発表せざるを得ない」旨を説明した。田は対応を片岡蔵相に相談すべく議場に赴いたが審議中で直接会えず、事情を書面にしたためて片岡に言付けた。なお、渡辺らは救済を求める意図で陳情したが、大蔵省の側では従前の調査で内情が悪い事を把握しており、休業の報告に来たものと理解していたという。実際に田は予算委員会審議室に向かうに際して原邦道事務次官を渡辺らに紹介し「銀行休業の善後策」につき手続き等を相談する様に指示している。
一方で東京渡辺銀行は大蔵省からの助力を得る見込みが立たなかったので改めて金策に走り、第百銀行からの融通を引き出して資金を手当てすることに成功して当日の決済を無事に済ませた。その旨を大蔵省にも電話で伝え、原がその知らせを受けたが、田は既に議場に赴いており、すぐには伝わらなかった。
予算委員会では野党が震災手形処理方法も絡めて苦境に陥っている銀行の処理策を問いただし、銀行破綻をいちいち国が救済するのでは自由競争の原理が壊れるとして反対し、また、国債を宛がい、ひいては国税を使うとなればその使途の詳細を明らかにせねばならぬとして、震災手形を抱える不良銀行や、業績の悪い企業の名を明らかにするように求めた。

これに対し、個々の企業の状況を明かすことは信用不安につながると危惧した片岡蔵相は、破綻した銀行については財産を整理して引受先を見つけて統合する手続きを大臣の責任において着実に行う旨の回答にとどめたが、その中で直近の破綻銀行を例示するにあたり、次官から差し入れられた書面にあった東京渡辺銀行支払停止の情報（正午に支払いを停止した旨と、預金残高等の情報が書面に記載されていた）を交え、
| 「 | ・・・現に今日正午頃に於て渡辺銀行が到頭破綻を致しました、是も洵に遺憾千万に存じますが・・・ | 」 |

と発言した。
ここであえて具体的に破綻銀行の事例について触れたのは、いたずらに原理原則論をもって審議を長引かせることは対応を遅らせ、このように銀行を破綻に追いやり状態を悪化させる結果になる、という牽制の意図から出たという指摘がある。
一方で、片岡に付き従っていた大蔵省文書課長の青木得三は議場から大蔵省に戻って東京渡辺銀行の金策がついたという報告を受け、同行に電話をかけて平常通り営業を続けていることを確認した。青木は片岡の発言が誤っていたことを知り、これが報道されるのを防ぐべく、報道差し止めの権限を持つ内務省警保局長の松村義一にかけあったが、松村は片岡がそのような発言をした以上はこれを差し止めることは出来ないとして要請を拒否した。こうして片岡の「東京渡辺銀行破綻」発言は翌日報道された。また、傍聴席で議会でのやり取りを聞いていた新聞記者が慌てて「東京渡辺銀行破綻」の一報を本社に電話で伝えるのを傍聞した預金者が終業間際の東京渡辺銀行に殺到し、取り付け騒ぎが起こった。
翻って「破綻を宣告」された東京渡辺銀行の渡辺六郎専務は、蔵相官邸に赴いて片岡の発言が間違いないと確認すると笑みを浮かべたというが、異説には、その専務の人柄から言ってそれはありえないとも言われ、片岡もそれには疑問を抱いている。
いずれにせよ、東京渡辺銀行の首脳陣は同夜に姉妹行のあかぢ貯蓄銀行共々翌日から休業することを決定した。依然危機的経営状況を脱しておらず、早晩休業は避けられないところであり、蔵相の失言にかこつけて休業し、その責任を転嫁したのだと受け取られている。
直後より「いまだ経営している銀行について破綻を宣告し、混乱を招いた」ことについて新聞報道は片岡の発言を「失言」と取り上げ、野党も「休業するつもりの銀行が金策に走るのは不自然」などと指摘して「失言」で銀行を破綻に追い込んだと攻撃した。しかし、片岡はあくまでも「14日に渡辺銀行が休業の報告に来た」とする態度を貫き、のちにこれを裏付ける同行専務直筆の顛末書を示して事態の収拾を図った。なお、この直筆の顛末書についても、事後に片岡らの意に沿う内容で専務が書かされたのではないかという指摘もあるが、専務は何も語っていない。

### 影響
一定の規模を持った東京渡辺銀行が突如休業したことが新聞で伝えられると金融不安が広まり、関東を中心に取り付け騒ぎが起こった。当初は震災手形を多く所有していると目された銀行が取り付けに遭い、次第に関西にも飛び火した。1927年（昭和2年）3月19日には中井銀行が休業すると同年3月22日には左右田銀行・八十四銀行・中沢銀行・村井銀行も帳簿整理を理由として2週間の休業を宣言した。これに対し日銀が3月21日より非常貸出を実施して沈静化に勤めた。一方で、野党側は片岡の責任を問い、国会は紛糾して乱闘騒ぎにまで発展するが、震災手形関係二法自体は「台湾銀行の整理」という付帯決議をつけて3月23日に貴族院で可決され事態は沈静化した。そして26日に帝国議会は閉会した。

## 四月の恐慌
3月14日の蔵相の「失言」に端を発する取り付け騒ぎは月末までに収まったものの、依然として台湾銀行（台銀）が多くの震災手形を抱え、その他にも経営が危うい銀行が多いことに変わりはなかった。
台銀はかねてから鈴木商店に多額の貸付を行っており、1920年の大反動で鈴木商店の経営が悪化した際に不良債権と化した。震災手形の形で当座の資金を手当てすることに成功したがその決済は滞った。とはいえ、台銀は大日本帝国政府の責任で設立された特殊銀行であり、これが破綻することは帝国政府ひいては日本の対外的な信用にもかかわる重大問題であった。実際にこれまでも台銀が苦境に陥る都度、政府が大蔵省の資金を融通するなどして救済することが繰り返されており、今回についても破綻させることはありえないというのが大方の見方であった。鈴木商店を取り仕切った金子もそれを見越して台銀と鈴木商店との間に深い関係を築き上げたとも言われる。また、一時期は三井をも凌駕する取引高を記録した鈴木の規模からして、これを倒産させる事にでもなれば多数の取引先企業や鈴木に債権を持つ中小銀行を多数巻き込み日本経済に多大な悪影響を及ぼすから政府も整理断行に踏み切らず台銀共々救済するより他にないというのが金子の期待する所であった。
そして震災手形関係二法が成立したことで、政府の責任で台銀はじめ各銀行の抱える未決済の震災手形に国債をあてがって穴埋めをし、最終的にそのツケを納税者に回すことが決まった。これにより台銀も鈴木商店も一息つける状況となり、その面では金子の予想通りの展開となった。
しかし、震災手形関係二法に基づく補償が実施されるのを前に、国会審議のなかで台銀が未決済であった2億円余りの震災手形の約半分に上る1億円強の債務を抱え、また鈴木商店への貸し出しが多額であることが明らかになったうえ、震災手形関係二法に殊更「台湾銀行の整理」という付帯決議が加えられた事で、台銀の経営に対する不安が拡大し、コール資金が引き上げられ、資金繰りが悪化した。一方で鈴木商店からも資金が引き上げられ、これを補う資金の融通を台湾銀行に求めたことから、さらに同行の経営は圧迫された。
台銀は3月26日にやむなく鈴木商店との絶縁を決意し、27日に以後新規の融資をしない、と伝えた。台銀が絶縁に踏み切ったのは、政府から救済の意図が内内にしめされたからだとも言われる。ことに議会の討論の中に「鈴木商店を倒産させても台銀は維持する」とほのめかすものがあったことを根拠としたという。あるいはいっそ鈴木商店の息の根を止めて損失を確定させれば救済を早くに受けられるという期待もあったという。しかし、台銀と鈴木の絶縁の情報が4月1日に報道されると預金者に動揺が走り取り付け騒ぎが起き、4月5日に鈴木商店は新規取引の停止を発表し事実上休業した。そのあおりで4月8日には鈴木の系列であった六十五銀行が休業を発表した。
この時点で台銀は鈴木商店に3億5千万円の融資をしており、それが焦げ付くとなれば早晩台銀は破綻するとみた各行は一斉にコール市場から融資を引き上げ、また台銀に持っていた債権の回収にかかった。コール資金に大きく依拠していた台銀は即座に行き詰り、大日本帝国政府に救済を要請した。
片岡蔵相は日本銀行に対して台銀への日銀特融を行うように促した。日銀はそれまでの銀行救済に際して都度特融に応じてきたが、台銀については規模が大きいこともあり補償の裏づけのある法律に拠らなければ融通はできないとした。既に帝国議会は閉会していたので片岡は憲法70条の規定に基づき、法律に代えて緊急勅令渙発を諮ったが、枢密院はこれを憲法違反と断じ17日に否決した。枢密院顧問らの中に経済の専門家がおらず経済的危急の事態であるという認識がなかったとも言われるが、この動きには幣原喜重郎外務大臣の外交政策（幣原外交）を軟弱外交と捉え強い反感を抱く伊東巳代治・平沼騏一郎といった有力な枢密顧問官らが立憲政友会と通じて倒閣に動いた陰謀があった。この責任をとる形で若槻内閣は4月20日に総辞職し、組閣の大命が立憲政友会の田中義一に下った。
一方で日銀からの特融を得られなかった台銀は18日に台湾域内を除く内地及び海外の支店を閉めると発表した。特殊銀行であり政府が何らかの救済を行うと見られていたにもかかわらず結局休業してしまったことで全国各地に動揺が走り、取り付け騒ぎは拡大した。
おなじく18日には関西の大手行である近江銀行が期限を設けた臨時休業に入った。これに泉陽銀行が追随するように休業したほか、蒲生銀行（滋賀）、葦名銀行（広島）も休業を発表した。20日には、西荏原銀行（岡山）、広島産業銀行が休業、そして21日には東京の大手行であった十五銀行までもが休業した。十五銀行は華族からの出資を仰ぎ、また宮内省の会計を担当する御用銀行として「庶民がここに口座を開かせていただき預金させていただけるだけでも光栄」と誉れ高く「ここが休業するくらいなら他の銀行もとうに休業している」といわれるほどに高い信用を得ていた。しかし、その内情は従前吸収合併した銀行が抱えていた松方系企業の債権が焦げ付き、不良債権と化したことから経営が悪化しており、ここで休業に至った。
一連の混乱の中で日銀は休日を返上して非常貸出を続けて現金の供給に努めたが、貸し出し規模が前代未聞の額にのぼり、ついに紙幣の在庫が底をつきかける事態に追い込まれた。既に発行を終了して回収済みの古い紙幣や、劣化して使用に耐えられないとして回収した紙幣までも放出したが、なお不足し、各銀行からの現金払い出し要請に対して出金を渋るようになった。
この間、20日に組閣の大命をうけた立憲政友会総裁の田中義一は高橋是清を大蔵大臣に任命して組閣し、金融恐慌の解決を図った。
高橋は全国でモラトリアム（支払猶予令）を実施すべく憲法8条の規定により緊急勅令の渙発を諮問し、枢密院も今次は態度を変えて勅令渙発を容認した。また、モラトリアムの公示（勅令渙発）から施行までの手続きには2日間を要するとみて、手形交換所理事長を兼ねる三井銀行の池田成彬と銀行集会所会長を務める三菱銀行の串田万蔵を通じて全国の銀行に対し22日（金）と23日（土）の2日間の一斉休業を要請し、銀行側はこれに応じた。
同時に現金の供給に全力を尽くし、造幣の速度を優先して様式を簡素化し裏面の印刷を省略した200円札を急遽制定して511万枚刷らせ、銀行休業日にとどまらず日曜日である24日にも銀行に届けた。銀行は潤沢に供給された現金を店頭に積み、支払いに滞りが生じないことをアピールした。25日（月）から500円以上の支払いを猶予するモラトリアムを施行して銀行を開き、取り付けに来た人は店頭に積まれた現金を見て安心したという。加えて、3週間のモラトリアム期間が終了する5月12日までに追加の200円券を750万枚刷って銀行に届け、モラトリアム終了後も混乱なく金融恐慌を沈静化させた。無事に混乱が収まったのを見届けた高橋は6月2日を以て蔵相を辞した。

## 事後処理
休業した銀行は、そのまま他の銀行に救済合併されるものと整理後に営業を再開したものとがあったが、預金の額は削減された。

## 評価
一般的な恐慌に対して、個人（預金者）の金融に対する不安から取り付け騒ぎが起きたが産業そのものが壊滅には至らなかった点が特異であると言われる。
前述のように金融システムの不備と、危機への対処を誤った点でバブル崩壊との類似点が挙げられることがある。

## 影響
この取り付け騒ぎに国民は小さな銀行に預金を預けていては危ないと考え、財閥系などの大銀行に対して預金を預けるようになった。
そのため、大銀行（特に五大銀行とも呼ばれる三井・三菱・住友・安田・第一）に預金が集中するようになり、財閥の力はさらに強大化した。
経済的混乱を受けて金解禁は延期された。
政界では、憲本提携から6月に本格的に立憲民政党が発足した。